# 華州区
華州区（かしゅう-く）は、中華人民共和国陝西省渭南市に位置する市轄区。

## 行政区画
- 街道:華州街道
- 鎮:杏林鎮、赤水鎮、高塘鎮、大明鎮、瓜坡鎮、蓮花寺鎮、柳枝鎮、下廟鎮、金堆鎮